# Старк (окръг, Индиана)
Вижте пояснителната страница за други значения на Старк.
Окръг Старк (на английски: Starke County) е окръг в щата Индиана, Съединени американски щати. Площта му е 808 km², а населението е 23 371 души (1 април 2020). Административен център е град Нокс.